# Дом купца Москвина
Дом купца Сергея Москвина — жилое здание с коммерческими помещениями в Выборге. Расположенный на главной городской площади — Красной — пятиэтажный дом в стиле северный модерн включён в перечень памятников архитектуры.

## История
Для строительства доходного дома состоятельный выборгский купец Сергей Москвин приобрёл участок на площади, в то время носившей название площадь Красного Колодца. Хаотичная деревянная застройка площади в упразднённом Петербургском форштадте в соответствии с городским планом 1861 года, разработанным выборгским губернским землемером Б. О. Нюмальмом, после сноса устаревших укреплений Рогатой крепости уступала место каменным многоэтажным зданиям.
Автором разработанного в 1907 году по заказу Москвина проекта здания стал выборгский архитектор Пааво Уотила.
Дом Москвина, занимающий выгодный угловой участок, специалисты считают наиболее интересным с архитектурной точки зрения элементом застройки площади, играющим важную роль в восприятии ансамбля зданий. Первый этаж, предназначенный под коммерческие цели (размещение магазинов и отделения банка), отделан гранитом; верхние этажи отведены под квартиры. Фасад, оформленный в стиле финского национального романтизма, выполнен с применением различных планировочных и композиционных приёмов, включающих разнообразие формы окон, орнаменты и эркеры. Самыми известными элементами декора являются оригинальные парные башенки, венчающие торцовый фасад. В их квадратной в плане форме исследователи отмечают влияние старинной архитектуры североевропейских городов (церкви Любека, собор Роскилле). Купеческий дом, как и многие национально-романтические постройки, напоминает старинный замок с боевыми зубчатыми башнями. Проектом предполагалось строительство второй очереди здания — крыла по улице Мира, увенчанного такими же башнями, — но этот план не был осуществлён.
В сравнении с соседними зданиями (такими, как здание компании «Отсо» и Аптечный дом), дом Москвина относительно мало пострадал в боях советско-финских войн (1939—1944). Сохранились форма черепичной крыши и многие элементы фасадного декора, но интерьеры претерпели значительные изменения при перепланировке. Выполненные на Ракколаниокском гончарном заводе по эскизам Пааво Уотилы изразцовые печи исследователи относят к ценным памятникам декоративно-прикладного искусства и художественной промышленности первой трети XX века. 
На месте так и не возведённого второго корпуса в послевоенное время было построено кирпичное здание по типовому проекту.
- Дом АО «Арина», дом АО «Отсо» и дом купца Москвина в начале XX века
- Красная площадь в 2019 году
- Дом купца Москвина в 2021 году
- Оформление фронтона
- Барельеф на первом этаже